# Joan M. Hussey
Pour les articles homonymes, voir Hussey.
Joan Mervyn Hussey, née le 5 juin 1907 à Trowbridge (Wiltshire) et morte le 20 février 2006 à Virginia Water (Surrey), est une historienne byzantiniste et une universitaire britannique.

## Biographie
Hussey suit sa scolarité à domicile, ainsi qu'au collège pour filles de Trowbridge et au lycée Victor-Duruy de Paris. Elle poursuit ses études au St Hugh's College d'Oxford et obtient un BA puis un Master of Arts en histoire moderne en 1925. Après une période d'encadrement auprès de W. D. Ross, elle intègre l'université de Londres et obtient en 1935 un doctorat supervisé par Norman H. Baynes.

### Carrière
- Membre itinérante internationale de la Fédération internationale des femmes universitaires, 1934-1935
- Pfeiffer Research Fellow, Girton College (Cambridge), 1935-1937
- Assistante de maître de conférence, université de Manchester, 1937-1943
- Membre du conseil, St Hugh's College 1940–6 ; membre honoraire, 1968-2006
- Conférencière, Bedford College, 1943-47; maître de conférence, 1947-1950
- Professeure d'histoire, Royal Holloway College, Londres, 1950-1974
- Présidente, Comité national britannique des études byzantines, 1961-1971

### Vie personnelle
Après sa retraite, elle est reçue dans l'Église catholique par le théologien jésuite John Coventry.

## Publications
- (en) Church & Learning in the Byzantine Empire, 867-1185, 1937
- (en) The Byzantine Empire in the eleventh century: some different interpretations, 1950
- (en) The writings of John Mauropous: a bibliographical note, 1951
- (en) George Ostrogorsky, History of the Byzantine state, trad. Joan Hussey (1956, 2e éd. 1968, édition révisée en 1969)
- (en) Nicholas Cabasilas, A commentary on the Divine Liturgy; trad. J.M. Hussey et P.A. McNulty, 1960
- (en) The Cambridge Medieval History. Vol. IV, The Byzantine Empire; éd. J.M. Hussey, nouvelle édition, 1966-1967
- (en) The Byzantine World (1957, 2e éd. 1961, 3e éd. 1967)
- (en) Proceedings of the XIIIth International Congress of Byzantine Studies, Oxford, 5–10 September 1966, éd. J.M. Hussey, D. Obolensky et S. Runciman, 1967
- (en) Ascetics and Humanists in eleventh-century Byzantium, 1970
- (en) The Finlay papers, 1973
- (en) The Orthodox Church in the Byzantine Empire, 1986
- (en) Kathegetria: essays presented to Joan Hussey for her 80th birthday, 1988
- (en) The journals and letters of George Finlay, éd. J.M. Hussey, 1995